# ارواح والا (فیلم)
ارواح والا (به انگلیسی: High Spirits) فیلمی محصول سال ۱۹۸۸ و به کارگردانی نیل جردن است. در این فیلم بازیگرانی همچون داریل هانا، پیتر اوتول، استیو گوتنبرگ، بورلی دی آنجلو، جنیفر تیلی، پیتر گلگر، لیام نیسون، مارتین فررو، ری مک‌آنالی، کانی بوث، لیز اسمیت و مری کافلن ایفای نقش کرده‌اند.